# John Ramsay McCulloch

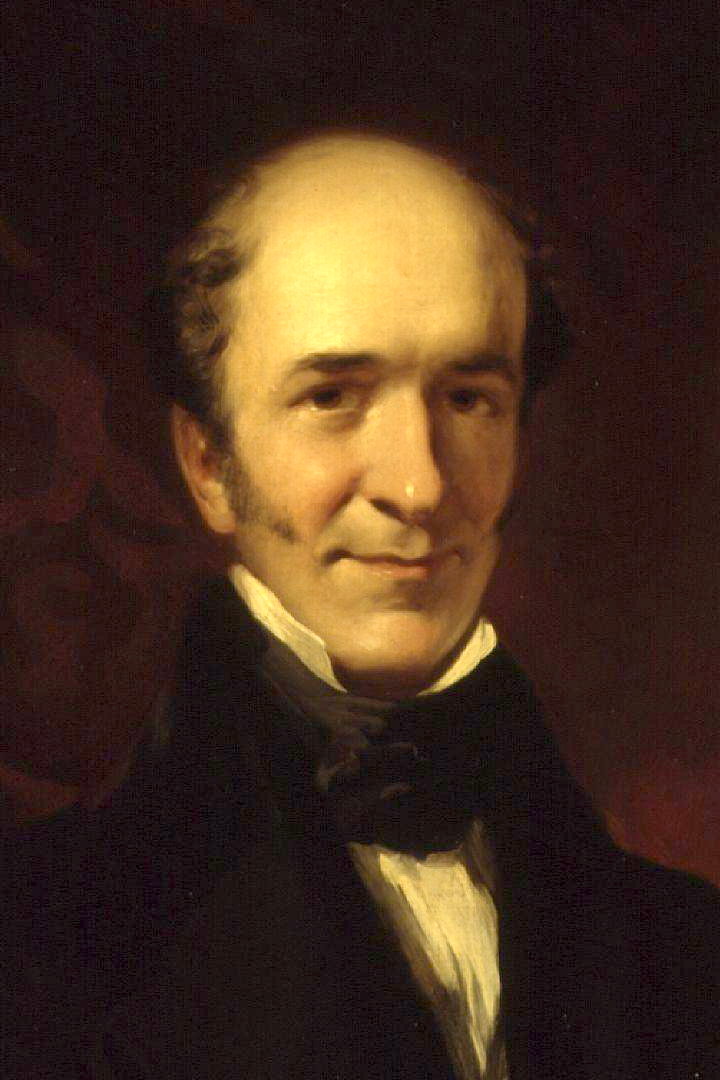
John Ramsay McCulloch (undatiert)

John Ramsay McCulloch (auch M’Culloch, Mac Culloch, MacCulloch, spr. mäck kalloch) (* 1. März 1789 auf der Insel Whithorn einer Ortschaft der The Machars; † 11. November 1864 in London) war ein englischer Nationalökonom schottischer Herkunft.

## Leben
McCulloch studierte in Edinburgh, wurde 1828 Professor an der Universität London, trat später in die Verwaltung und starb 1864 in London als Kontrolleur beim Stationery Office.
„In seinem Naturzustand ist der Stoff stets von Wert entblößt.“ „Man sehe,“ merkte hierzu Karl Marx an, „wie hoch selbst ein MacCulloch über dem Fetischismus deutscher Denker steht, die den Stoff und noch ein halbes Dutzend anderer Allotria für Elemente des Wertes erklären“.

## Schriften (Auswahl)

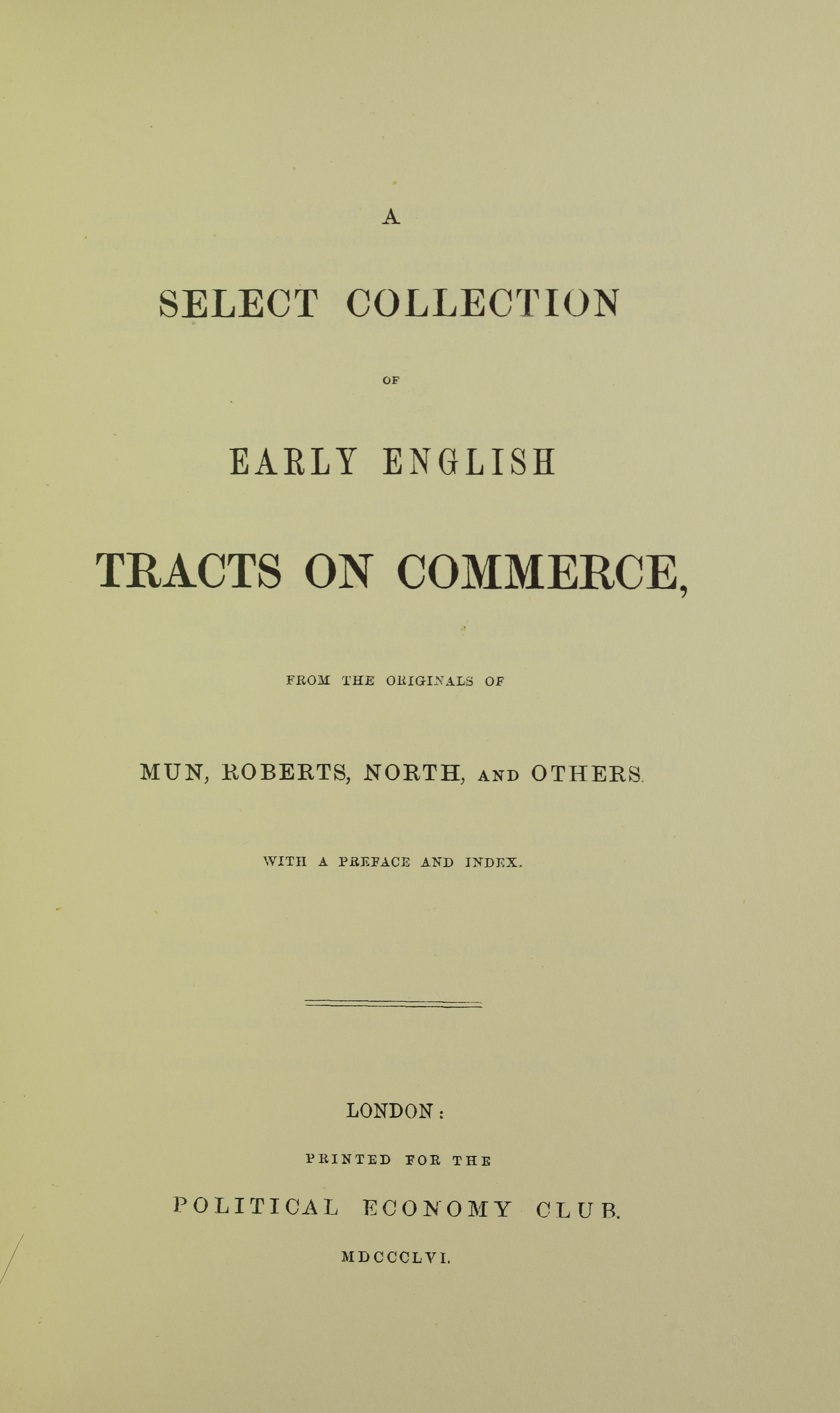
Early english tracts on commerce, 1954

- Dictionary of commerce and commercial navigation. London 1830, neueste Ausg. 1882; mehrfach ins Deutsche übersetzt.
- The literature of political economy: a classified catalogue of select publications in the different departments of that science. London 1845.[3]
- Principles of political economy. (das. 1849, neueste Ausg. 1885).
- Dictionary geographical, statistical and historical. (London 1842; neue Ausg., mit Zusätzen von Martin, 1866, 4 Bde.)
- Descriptive and statistical account of the British Empire. (2. Aufl. 1854, 2 Bde.)
- Treatises and essays. Zerstreute Aufsätze (1853).
- On metallic and paper money and banks. (1858; deutsch von Bergius und Tellkampf, Leipzig 1859).